# 東帝汶國家奧林匹克委員會
東帝汶國家奧林匹克委員會（National Olympic Committee of Timor-Leste）是東帝汶的國家奧林匹克委員會。該組織成立於2003年，是國際奧委會和亞洲奧林匹克理事會的成員。2004年，首次派員參加在希臘雅典舉行的夏季奧運會。
現時，東帝汶國家奧林匹克委員會的總部設在帝力，主席是João Viegas Carrascalão。

## 資料來源
1. ↑  .   [2014-02-25]. （原始内容存档于2009-02-20）.